# Orthogrimmia montana
Orthogrimmia montana là một loài Rêu trong họ Grimmiaceae. Loài này được (Bruch & Schimp.) Ochyra & Żarnowiec mô tả khoa học đầu tiên năm 2003.